# نورمی آزبورن
نورمی آزبورن (به انگلیسی: Normie Osborn) یک شخصیت خیالی در مارول کامیکس است. او نوه نورمن آزبورن و بزرگترین فرزند هری آزبورن است.